# ری اوانز (بازیکن فوتبال، زاده۱۹۳۳)
ری اوانز (انگلیسی: Ray Evans; ۲۱ ژوئن ۱۹۳۳ – ۲۶ ژوئن ۲۰۰۹) بازیکن فوتبال بود.
از باشگاه‌هایی که در آن بازی کرده‌است می‌توان به باشگاه فوتبال پرستون نورث اند اشاره کرد.